# Apache Solr
Solr je platforma pro vyhledávání v textu, včetně fasetového vyhledávání, distribuovaného vyhledávání a vyhledávání v dokumentech typu PDF nebo ODT. Jedná se o svobodný software dostupný pod licencí Apache License, který je napsaný v Javě a vyvíjený v rámci projektu Lucene nadace Apache Software Foundation.